# Leonardo Panetta
Vicente Leonardo Panetta (Buenos Aires, 1952), más conocido como Leonardo Panetta, es un periodista deportivo argentino. Es corresponsal en su país de Associated Press (AP).
Entre 1994 y 2001 fue corresponsal en Buenos Aires de Canal 13 de Chile, país donde se hizo conocido por sus despachos y relatos de los partidos que el futbolista Marcelo Salas jugaba en River Plate.